# Unterwegs auf der Autobahn
Unterwegs auf der Autobahn ist ein IVW-geprüftes Fachmagazin für Kraftfahrer, Berufskraftfahrer und Reisende, das seit 2017 im Huss-Verlag, München, erscheint.
Die Zeitung wird im Direktvertrieb am Autohof in einem Display präsentiert und befasst sich mit Themen rund um Autohöfe, Reisen und Rasten, Gastronomie, Unterhaltung, Politik, Sicherheit, Parken, Sport und neue Mobilitätsformen.

## Bester Autohof
Seit 2019 wird die Leserwahl Bester Autohof durchgeführt. Ausgezeichnet und prämiert werden die besten Autohöfe Deutschlands in sechs Kategorien. Die Bewertungen kommen von den Lesern der Publikationen Autohof Guide und Unterwegs auf der Autobahn sowie durch Geschäfts- und Urlaubsreisende, die auf Autohöfen ihre Rast und eine Pause einlegen.